# Verlorene Jungs
Verlorene Jungs (Eigenschreibweise: verlorene jungs) ist eine deutsche Punk-Band aus dem Ruhrgebiet und Düsseldorf (Dinslaken/Düsseldorf/Gladbeck).

## Bandgeschichte
Verlorene Jungs wurden 1996 von den beiden Brüdern Stefan und Torsten gegründet. Nach wechselnden Line-ups wurde mit Peter „Zoni“ Niemann und Bernd Zippel (Schlagzeug, ebenfalls bei Rabauken) ein stabiles Line-up gefunden. Da Zoni bei Scumfuck Mucke mitarbeitete, war der Kontakt mit Labelgründer Willi Wucher (Pöbel & Gesocks) schnell hergestellt. Nach einigen Auftritten mit Pöbel & Gesocks, The Crack, Smegma, Volxsturm und Loikaemie erschien das erste Lied Stinknormal auf der 7"-Kompilation Arschlecken Rasur Vol. 5 von Scumfuck Mucke. Das Demo Gekreuzte Hämmer folgte im Juni 1996. Laut Bandangaben verkaufte es sich rund 800 Mal.
1997 veröffentlichte die Gruppe ihr Debütalbum Einer von uns. Das zweite Album Du gehörst dazu erschien zunächst wieder im Eigenvertrieb. 2001 erschien Engel oder Teufel? auf Bad Dog Records. Mit Schwefel stieß anschließend ein zweiter Gitarrist zur Gruppe. Mit Ungeliebt (2003) wechselte die Gruppe zu DSS Records (Vertrieb: Cargo Records). Mit Ich hoffe es tut weh (2005) und … für ein Stück Leben (2007) folgen zwei Alben bei Sunny Bastards.
2008 verließ Peter Niemann die Band und gründete die Band Lost Boyz Army, benannt nach dem Fanclub der Gruppe. Stefan und Schwefel teilen sich seitdem den Gesang. Auf der 2009 erschienenen EP Runde 8 löste sich die Gruppe von allen Szenezwängen.
Am 10. April 2015 veröffentlichte die Band ihr neues selbst betiteltes Album Verlorene Jungs über das eigens dafür gegründete Label Schema F im Broken Silence Vertrieb.

## Musikstil
Verlorene Jungs wurden 1996 als Skinhead-Band gegründet. Die Einflüsse lagen von Beginn an vor allem bei britischen Oi!-Bands wie Cockney Rejects, The Business und  Cock Sparrer, aber auch bei jüngeren deutschen Bands wie den Rabauken, Pöbel & Gesocks und Lokalmatadore. Die Verbundenheit zum Ruhrpott zeigte sich vor allem in den frühen Texten der Gruppe, wie Gekreuzte Hämmer, das einen Zechenunfall beschreibt, und Ruhrgebiet. Die beiden Brüder Stefan und Torsten arbeiteten als Kumpel auf der Zeche Lohberg.
Mit der Zeit traten die Oi!-Einflüsse immer weiter in den Hintergrund. Bei … für ein Stück Leben bewegt sich die Gruppe im Streetrock-Genre, und nur noch einige der Stücke erinnern an die Skinhead-Zeit. Mit Runde 8 bewegt sich die Gruppe gar in Richtung Hamburger Schule (Kettcar, Tomte) und verarbeitet Hip-Hop-Einflüsse. Die Hip-Hop-Band „Der neue Westen“ ist auf dem Album zu hören und benutzt ein Sample der Verlorenen Jungs für das Lied Freundschaft ist.
Wie bei vielen Skinhead-Bands waren auch Verlorene Jungs von Nazi-Vorwürfen betroffen, was in erster Linie daran lag, dass der ehemalige Schlagzeuger Bernd Zippel außerdem noch bei den Rabauken aktiv war. Die Gruppe positionierte sich aber mit Sampler-Beiträgen, wie für den Oi! - Machs Maul auf!!! gegen Gewalt, Faschismus und Intoleranz (1997) und den Skinheads gegen Rassismus-Sampler (2007) klar gegen rechts. Ansonsten sind die Texte unpolitisch, wobei ex-Sänger Niemann die Problematik des „Unpolitischen“ und die Kritik von der Punkrock-Szene verstehen kann:

„Die Musik sollte weitestgehend frei von politischen Parolen sein, ganz frei von Politik wird man sie wohl nicht halten können. […] Unpolitisch ist nichts, daher würde ich die Definition von unpolitisch = hirnlos, besser in unpolitisch = unmöglich umändern, das träfe die Sache wohl eher.“

Die Band verließ inzwischen das unpolitische Lager und unterstützt antifaschistische Veranstaltungen und Gruppen. Verlorene Jungs sind aktive Unterstützer des Fördervereins Pro Asyl.

## Diskografie
- 1996: Gekreuzte Hämmer (Demo)
- 1997: Einer von uns (CD/Pic LP, Scumfuck Mucke, Second Edition LP bei UK Records)
- 1998: Du gehörst dazu (CD, Eigenvertrieb, Pic LP bei United Kids Records, Second Edition LP bei UK Records)
- 2001: Engel oder Teufel? (CD, Bad Dog Records, Pic LP Take 'sm all Records)
- 2003: Ungeliebt (CD/LP, DSS Records (AT))
- 2005: Ich hoffe es tut weh… (CD, Sunny Bastards, Pic LP Rebellion Records (NL))
- 2006: Mal wieder Samstag Nacht (Split-CD/LP mit Soko Durst, Sunny Bastards/Psycho T Records)
- 2007: …für ein Stück Leben (CD, Sunny Bastards, Pic LP bei Randale Records)
- 2009: Runde 8 (CD, Sunny Bastards)
- 2015: Verlorene Jungs (CD/Pic LP, Schema F Records)